# Élections municipales danoises de 2021
Les élections municipales danoises de 2021 se déroulent le 16 novembre 2021 afin d'élire les membres des conseils des 98 municipalités du Danemark. Des élections régionales ont lieu le même jour.

## Résultats

### Danemark
| Parti | Parti                            | %     | +/-  | Sièges | +/- |  |
| ----- | -------------------------------- | ----- | ---- | ------ | --- |  |
|       | Social-démocratie (A)            | 28,40 | 4,05 | 756    | 86  |  |
|       | Parti libéral (V)                | 21,18 | 1,88 | 620    | 68  |  |
|       | Parti populaire conservateur (C) | 15,24 | 6,46 | 403    | 178 |  |
|       | Parti populaire socialiste (F)   | 7,61  | 1,91 | 168    | 42  |  |
|       | Liste de l'unité (Ø)             | 7,34  | 1,38 | 114    | 12  |  |
|       | Parti social-libéral danois (B)  | 5,59  | 0,99 | 94     | 14  |  |
|       | Parti populaire danois (O)       | 4,09  | 4,66 | 91     | 130 |  |
|       | La Nouvelle Droite (D)           | 3,57  | 2,67 | 64     | 63  |  |
|       | Chrétiens démocrates (K)         | 0,79  | 0,29 | 12     | 3   |  |
|       | Autres                           | 6,19  |      | 114    | -   |  |
|       |                                  |       |      |        |     |  |
| Total | Total                            | 100   |      | 2436   | 4   |  |